# Carausius femoralis
Carausius femoralis är en insektsart som beskrevs av Chen, S.C. och Yun He He 2002. Carausius femoralis ingår i släktet Carausius och familjen Phasmatidae. Inga underarter finns listade.